# Funkcje specjalne
Funkcje specjalne – umowna nazwa grupy funkcji, które nie są funkcjami elementarnymi, a jednocześnie odgrywają ważną rolę w wielu dziedzinach nauki. Podstawowe funkcje specjalne są rozwiązaniami równań różniczkowych liniowych rzędu drugiego, o zmiennych współczynnikach. Niektóre funkcje specjalne stanowią rozwiązania równań różniczkowych nieliniowych drugiego i wyższych rzędów.
Niektóre funkcje specjalne zostały szczegółowo przebadane i stablicowane, a wiele programów komputerowych może obliczać ich wartości z dowolną dokładnością.
| Funkcje związane z                    | Symbol                                                              | Nazwa                                                    | Komentarz |
| ------------------------------------- | ------------------------------------------------------------------- | -------------------------------------------------------- | --- |
| funkcją Γ                             | {\displaystyle \Gamma (z)}                                          | funkcja gamma Eulera                                     | uogólnienie silni |
| funkcją Γ                             | {\displaystyle \psi (z)}                                            | logarytmiczna pochodna funkcji gamma                     | zwana również funkcją digamma |
| funkcją Γ                             | {\displaystyle \psi ^{(n)}(z)}                                      | funkcja poligamma                                        | |
| funkcją Γ                             | {\displaystyle \mathrm {B} (x,y)}                                   | funkcja beta Eulera                                      | powiązana ze współczynnikami dwumianowymi                                                                                             |
| funkcją błędu i całkami wykładniczymi | {\displaystyle \mathrm {erf} (x)}                                   | funkcja błędu Gaussa                                     | ściśle związana z rozkładem normalnym Gaussa                                                                                          |
| funkcją błędu i całkami wykładniczymi | {\displaystyle \mathrm {erfc} (x)}                                  | uzupełniająca funkcja błędu                              | |
| funkcją błędu i całkami wykładniczymi | {\displaystyle \omega (x)}                                          | zespolona funkcja błędu                                  | |
| funkcją błędu i całkami wykładniczymi | {\displaystyle S(z),C(z)}                                           | całki Fresnela                                           | stosowane w optyce |
| funkcją błędu i całkami wykładniczymi | {\displaystyle \mathrm {ei} \,x}                                    | funkcja całkowo-wykładnicza                              | |
| funkcją błędu i całkami wykładniczymi | {\displaystyle \mathrm {li} \,x}                                    | Logarytm całkowy                                         | |
| funkcją błędu i całkami wykładniczymi | {\displaystyle \mathrm {si} \,x,\mathrm {ci} \,x,\mathrm {shi} \,x} | sinus i cosinus całkowy oraz całkowy sinus hiperboliczny | |
| z funkcją ζ                           | {\displaystyle \zeta (z)}                                           | funkcja dzeta Riemanna                                   | ważna w teorii liczb i związana z hipotezą Riemanna                                                                                   |
| z funkcją ζ                           | {\displaystyle \eta (z)}                                            | funkcja eta Dirichleta                                   | |
| z funkcją ζ                           | {\displaystyle \mathrm {Li} _{\nu }(z)}                             | polilogarytmy                                            | |
| całkami i funkcjami eliptycznymi      | {\displaystyle F(k,\psi ),E(k,\psi )}                               | całki eliptyczne niezupełne I i II stopnia               | pojawiają się np. podczas obliczania długości łuku elipsy                                                                             |
| całkami i funkcjami eliptycznymi      | {\displaystyle \mathrm {K} (k),\mathrm {E} (k)}                     | całki eliptyczne zupełne I i II stopnia                  | otrzymuje się poprzez podstawienie do całek zupełnych ψ = π/2                                                                         |
| całkami i funkcjami eliptycznymi      | {\displaystyle \mathrm {sn} (u,k),\mathrm {cn} (u,k)}               | funkcje eliptyczne Jacobiego                             | odwrotne do całek eliptycznych, zwane też funkcjami amplitudy                                                                         |
| całkami i funkcjami eliptycznymi      | {\displaystyle F(a,b;c;z)}                                          | funkcja hipergeometryczna                                | za jej pomocą można łatwo wyrazić m.in. całki eliptyczne                                                                              |
| wielomianami ortogonalnymi            | {\displaystyle P_{n}(x)}                                            | wielomiany Legendre’a                                    | rozwiązania równania Legendre’a |
| wielomianami ortogonalnymi            | {\displaystyle P_{n}^{m}(x)}                                        | stowarzyszone wielomiany Legendre’a                      | |
| wielomianami ortogonalnymi            | {\displaystyle L_{n}(x)}                                            | wielomiany Laguerre’a                                    | występują m.in. w mechanice kwantowej                                                                                                 |
| wielomianami ortogonalnymi            | {\displaystyle L_{n}^{\alpha }(x)}                                  | stowarzyszone wielomiany Laguerre’a                      | dla α = 0 otrzymuje się „normalne” wielomiany Laguerre’a                                                                              |
| wielomianami ortogonalnymi            | {\displaystyle H_{n}(x)}                                            | wielomiany Hermite’a                                     | |
| wielomianami ortogonalnymi            | {\displaystyle T_{n}(x),U_{n}(x)}                                   | wielomiany Czebyszewa I i II rodzaju                     | |
| wielomianami ortogonalnymi            | {\displaystyle G_{n}^{m}(x)}                                        | wielomiany Gegenbauera                                   | |
| wielomianami ortogonalnymi            | {\displaystyle J_{n}^{(a,b)}(x)}                                    | wielomiany Jacobiego                                     | można z nich otrzymać wielomiany Gegenbauera, Legendre’a oraz Czebyszewa I i II rodzaju                                               |
| wielomianami ortogonalnymi            | {\displaystyle Y_{lm}(\theta ,\phi )}                               | harmoniki sferyczne                                      | zastosowanie w astronomii, mechanice i elektrodynamice                                                                                |
| funkcjami Bessela                     | {\displaystyle J_{\nu }(z),Y_{\nu }(z)}                             | funkcje Bessela                                          | zastosowanie w wielu zagadnieniach fizyki matematycznej, w których występuje symetria cylindryczna, np. w astronomii, elektrodynamice |
| funkcjami Bessela                     | {\displaystyle I_{\nu }(x),K_{\nu }(x)}                             | zmodyfikowane funkcje Bessela                            | zastosowanie w wielu zagadnieniach fizyki matematycznej, w których występuje symetria cylindryczna, np. w astronomii, elektrodynamice |
| funkcjami Bessela                     | {\displaystyle H_{\nu }^{(1)}(x),H_{\nu }^{(2)}(x)}                 | funkcje Hankela                                          | zastosowanie w wielu zagadnieniach fizyki matematycznej, w których występuje symetria cylindryczna, np. w astronomii, elektrodynamice |
| funkcjami odwrotnymi                  | {\displaystyle \mathrm {gd} \,x}                                    | funkcja Gudermanna                                       | amplituda hiperboliczna, gudermanian                                                                                                  |
| funkcjami odwrotnymi                  | {\displaystyle W(x)}                                                | funkcja W Lamberta                                       | funkcja odwrotna do funkcji f(x) = xex                                                                                                |

## Inne funkcje specjalne
- funkcje Mathieu – funkcje eliptycznego cylindra
- funkcje Webera-Hermite'a – funkcje parabolicznego cylindra
- funkcje Heinego
- funkcje Wangereina
- funkcje Blasiusa
- funkcje Falknera-Skanna